# Bogo (Gourcy)
Pour les articles homonymes, voir Bogo.
Bogo est une localité située dans le département de Gourcy de la province du Zondoma dans la région Nord au Burkina Faso.

## Santé et éducation
Le centre de soins le plus proche de Bogo est le centre médical (CM) de la province de Gourcy.